# Dollhouse (píseň, Melanie Martinez)
„Dollhouse“ je debutový singl americké zpěvačky Melanie Martinez. Píseň byla uvedena jako hlavní v jejím prvním EP albu Dollhouse EP v roce 2014. V roce 2015 se píseň objevila na zpěvaččině prvním studiovém albu Cry Baby, kde je další singl „Sippy Cup“ jejím pokračováním.

## Pozadí a hudební videoklip
Text písně podle Melanie Martinez pojednává o dysfunkční rodině, která se „skrývá za dokonalou umělou fasádou“, a je metaforou pro to, jak lidé vnímají celebrity a jejich zdánlivě dokonalý veřejný život. Song je žánrově pop a původně měl být celý zahrán na kytaru, ale Melanii se více líbilo demo s elektronickými prvky. Song je v tempu 131 BPM.
Na píseň „Dollhouse“ navazuje singl  „Sippy Cup“ z alba Cry Baby, který je o matce, která má problémy s alkoholem, rozhodne se zabít svého manžela i jeho milenku, ale svou dceru ušetří.
Videoklip k písni režírovali Nathan Scialom a Tom McNamara a bylo nahráno na YouTube 9. února 2014. Je o tom, jak si malá holčička hraje v domečku pro panenky, zatímco ve vnějším světě žije její rodina, která se může zdát dokonalá, ačkoliv otec podvádí matku, která zapíjí svůj smutek vínem, a její bratr kouří marihuanu.